# سیارک ۱۵۰۰۵
سیارک ۱۵۰۰۵ (به انگلیسی: 15005 Guerriero، نامگذاری:1997XY10) پانزده هزار و پنجمین سیارک کشف شده‌است که در ۷ دسامبر ۱۹۹۷ کشف شد.
قدر مطلق سیارک برابر ۳۳.۸ است.